# Bronisław Śliżyński
Bronisław Marceli Śliżyński (ur. 16 lutego 1905 w Suchej, zm. 1983 w Edynburgu) – polski biolog, genetyk i inżynier rolnictwa.
Syn Władysława i Karoliny z Dybalskich. Po ukończeniu gimnazjum w Podgórzu w Krakowie, wstąpił na Wydział Filozoficzny Uniwersytetu Jagiellońskiego. Studiował zoologię i botanikę oraz chemię jako przedmiot pomocniczy. W 1927  został asystentem na Wydziale Rolniczym Uniwersytetu Jagiellońskiego przy Zakładzie Hodowli Ogólnej, a 1931 roku zdał egzamin nauczycielski w zakresie szkół średnich. Nie wykorzystał jednak dyplomu nauczycielskiego, podjął studia agronomiczne na Wydziale Rolniczym, które ukończył w 1934 roku z tytułem inżyniera rolnictwa.
W 1936 otrzymał stypendium Fundacji Rockefellera na studia w dziedzinie genetyki. 1936/1937 studiował w Carnegie Institution of Washington (Cold Spring Harbor) pod kierunkiem dr M. Demereca i prowadził badania nad zmianami zawiązków dziedzicznych w chromosomach metodą komplementacji. Po powrocie do kraju 26 lipca 1938 habilitował się na Uniwersytecie Jagiellońskim i został docentem genetyki i hodowli ogólnej na Wydziale Rolniczym UJ.
W połowie sierpnia 1939 roku przyjechał wraz z żoną, również genetykiem, do Edynburga jako członek polskiej delegacji na VII Międzynarodowy Kongres Genetyki z ramienia Ministerstwa Wyznań Religijnych i Oświecenia Publicznego i Polskiego Towarzystwa Genetycznego. Wybuch II wojny światowej uniemożliwił im powrót do kraju.
W czasie wojny, gdy w 1941 roku utworzono polski Wydział Lekarski przy Uniwersytecie  Edynburskim,  wykładał tam biologię i genetykę. Był już wówczas członkiem zwyczajnym Genetics Society of America, brytyjskiego The Genetical Society i organizatorem Polskiego Towarzystwa Genetycznego.
Po wojnie pozostał w Edynburgu, gdzie na zaproszenie profesora A. E. Crew, dyrektora Institute of Animal Genetics podjął pracę naukowo-badawczą jako profesor Uniwersytetu Edynburskiego, którą kontynuował przez trzydzieści lat.
Był prekursorem w dziedzinie genetyki klasycznej. Tematyka prac badawczych prof. Śliżyńskiego dotyczyła głównie:
- faz rozwoju komórek u myszy
- wpływu elementów niszczących rozwój tych komórek
- efektu elementów chemicznych na rozwój komórek u myszy.

W okresie aktywności badawczej prof. Sliżyńskiego były to zagadnienia podstawowe w dziedzinie genetyki.
Członek założyciel Polskiego Towarzystwa Naukowego na Obczyźnie. Prócz pracy naukowej uczestniczył w życiu społecznym i kulturalnym emigracji. Był członkiem Rady Stanu Rzeczypospolitej Polskiej (1971-1972). Do 31 grudnia 1978 roku wydawał dwutygodnik informacyjny Edynburski Biuletyn Informacyjny, zawierający wiadomości o życiu polskiej emigracji w Edynburgu. Do 1 lipca 1974 pełnił stanowisko delegata Rządu RP na uchodźstwie w Edynburgu.
Jego żoną była doktor Helena z d. Gworek, genetyk, w okresie międzywojennym asystent prof. Teodora Marchlewskiego.
3 maja 1973 został odznaczony Krzyżem Oficerskim Orderu Odrodzenia Polski.